# Wamba (Spanyolország)
Wamba egy község Spanyolországban, Valladolid tartományban. Wamba Ciguñuela, Torrelobatón, Castrodeza, Peñaflor de Hornija és Villanubla községekkel határos. Lakosainak száma 295 fő (2024).

## Népesség
A település népessége az utóbbi években az alábbiak szerint változott:
| Lakosok száma | 377  | 373  | 371  | 363  | 355  | 346  | 335  | 323  | 309  | 295  |
|               | 2001 | 2004 | 2007 | 2009 | 2012 | 2014 | 2017 | 2019 | 2022 | 2024 |